# Taxa de creixement real del PIB
La taxa de creixement real del PIB és el càlcul que permet fer comparacions de desenvolupament econòmic, tant en el temps com entre economies de mides diferents, sense tenir en compte els canvis de preus. Per a calcular-la, el creixement nominal de la variable es corregeix pel creixement de l'Índex Nacional de Preus al Consumidor (INPC) en el mateix període. El creixement del volum del PIB es compta utilitzant dades dels preus de l'any anterior.
El producte interior brut (PIB) és una mesura dels resultats de l'activitat econòmica. És el valor de tots els béns i els serveis produïts menys el valor dels béns i serveis utilitzats per produir-los.

## Sèries
| Zona         | 2006 | 2007 | 2008 |
| ------------ | ---- | ---- | ---- |
| Catalunya    | 3,8  | 3,6  | 0,7  |
| Espanya      | 4,0  | 3,6  | 0,9  |
| Zona Euro    | 3,0  | 2,7  | 0,6  |
| Unió Europea | 3,2  | 2,9  | 0,8  |

- Unitats: % variació en volum.
- Font: Idescat i Eurostat.
- Àmbits geogràfics:
  - La zona euro inclou els països que a cada període en formen part: 2000 (11 països), 2001-2006 (12), 2007 (13), 2008 (15), 2009 (16).
  - Unió Europea (27).
- Data d'actualització: 17 de novembre del 2009.